# Camorim-corcunda
O Camorim-corcunda, conhecido como Robalo-peva no sudeste e no sul do Brasil, (Centropomus parallelus (Poey, 1860)) é um peixe marinho, costeiro, de escamas, ósseo, da família Centropomidae. Ocorre em boa parte da costa oeste do Atlântico, principalmente desde a Golfo do México a Santa Catarina. Seu principal habitat são os estuários e os manguezais. Os adultos do Robalo-Peva podem alcançar em torno de 60 cm e pesar até 5 Kg.
Outros nomes comuns são: Robalo-Peba, Camurim-Apuá, Cambriaçu, Camurim-Branco, Camurim-Amarelo, Camurim-Peba, Camurim-Pena, Camurim-Tapa, Camuri, Cangoropeba e Robalinho (sendo o flecha o 'robalão') .
Assim como as outras espécies do gênero, são importantes na subsistência de comunidades caiçaras e também bastante apreciados na pesca esportiva.

## Descrição

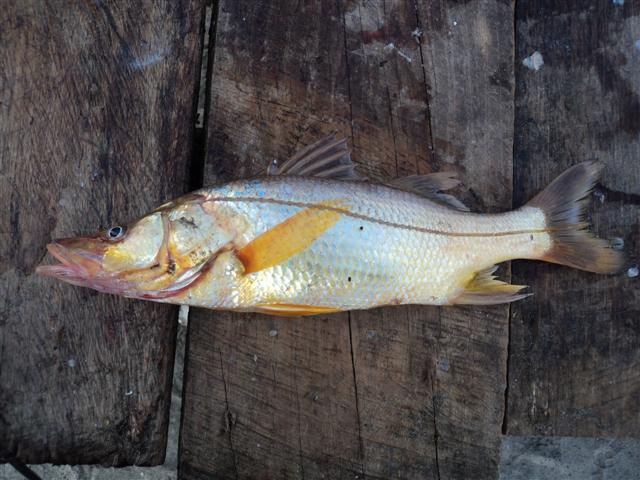
Robalo-peva

O nome genérico Centropomus deriva do grego κέντρον (centro, "ferrão") e πώμα (tampa, plugue, opérculo), já que as espécies do gênero apresentam espinhos nos opérculos (mais precisamente no pré-opérculo).
Robalo deriva do catalão Llobarro, pequeno lobo.
Espécimes de Robalo-peva apresentam cerca de 30 centímetros, mas há registros de espécimes com até 72 centímetros e 5 quilos.  Como outros robalos, o Peva tem cabeça grande com um focinho longo, abas e os olhos grandes posicionados lateralmente. Dentes villiformes. O corpo é castanho-amarelado a castanho-avermelhado. Tem um brilho prateado nos lados e na barriga e uma linha escura ao longo da linha lateral
Caracteriza-se  por  um  corpo  alongado,  comprimido,  com  o  dorso  convexo  acentuado,  e  suave  concavidade  abaixo  dos  olhos,  boca grande,  dentes  pequenos e aciculares  nas  maxilas,  vômer  e  palatinos.  A  maxila  inferior  ultrapassa  a  superior,  o pré-opérculo tem  a  margem  superior  serrada  e o opérculo é  liso, com a margem   posterior membranosa bem desenvolvida. As nadadeiras dorsais são separadas, com a anterior formada por 8 espinhos e a posterior com 1 espinho e de 8 a 11 raios. A nadadeira anal é curta e formada por três espinhos (o  segundo  maior) e de 5 a 8 raios. As nadadeiras pélvicas estão localizadas abaixo das nadadeiras peitorais. Sua  linha  lateral, com 65 a 70 escamas ou 79 a 89 escamas quando contadas logo abaixo da linha lateral (onde são  contadas as escamas para identificação da espécie), prolonga-se até a extremidade dos raios médios da nadadeira  caudal. O ramo inferior do primeiro arco branquial tem de 10 a 12 rastros excluindo-se os rudimentos.

## Distinção entre Robalo-peva e Robalo-flecha
O Robalo-peva assemelha-se ao Robalo-flecha, sendo diferenciado deste principalmente:

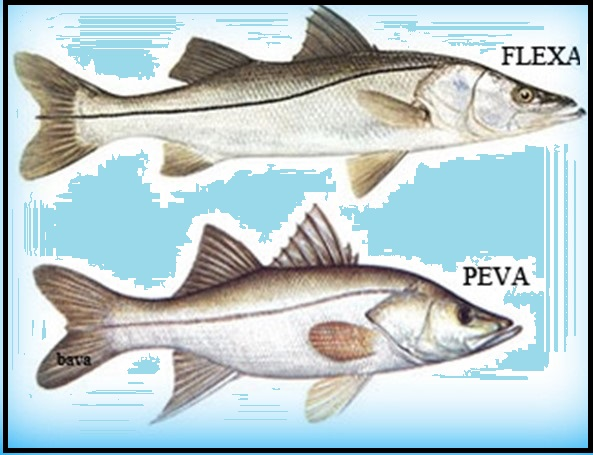
Comparação entre Robalo-flecha e Robalo-peva

- pela altura (o peva é mais largo (o que justifica seu nome popular nos países de língua inglesa, Fat Snook));
- pela cor da nadadeira caudal (escura no peva, amarela no flecha);
- pela estrutura da nadadeira anal: no Peva, o segundo raio é maior que o terceiro, no Flecha, não;
- pelo tamanho em geral, sendo menor que o flecha.

Estudos indicam, ainda, que o Robalo-flecha tolera maiores taxas de salinidade que o Peva.
Outras fatores diferenciam os Pevas dos Flechas, e também diferenciam esses dois das outras espécies do gênero. Somente no neurocrânio, os robalos possuem cerca de 15 ossos, e o formato de cada um desses ossos é diferente em cada espécie.

## Habitat e comportamento
As espécies do gênero são eurihalinos (toleram grande variedade de salinidades) e podem, pois, ser encontrados em água doce, salobra e marinhas. O Robalo-peva passa a maior parte da vida nos manguezais, principalmente em meio às raízes de mangue, onde se esconde de predadores maiores ou se embosca para caçar. Pode ser encontrado vários quilômetros adentro dos rios. Os adultos são solitários e os juvenis podem viver em cardumes. 

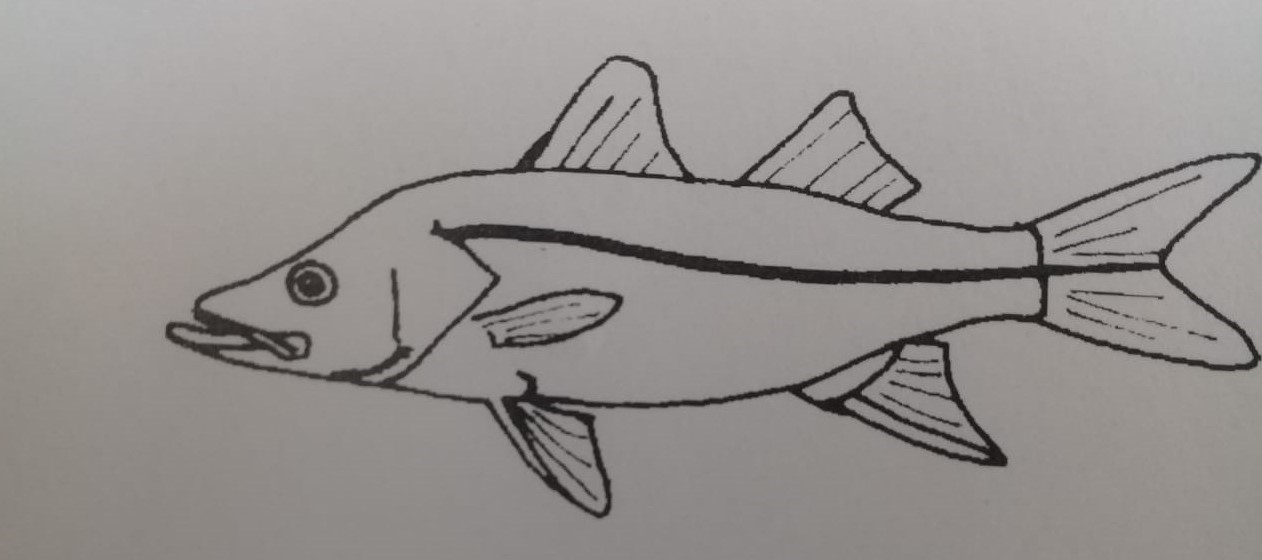
Robalo-peva, desenho.

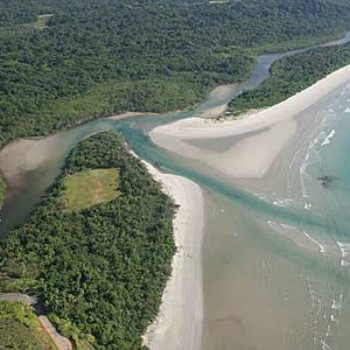
Estuário

Migram para o oceano apenas em épocas de reprodução (catádromo), pois os espermatozoides só se tornam ativos em águas com alta salinidade. Apresentam desova parcelada sincrônica, podendo desovar mais de uma vez ao ano. São hermafroditas protândricos, ou seja, todos os alevinos nascem macho e, alguns, a maioria, se transformam, com cerca de 3 anos de idade, em fêmeas. São peixes que defendem território, o que, muitas vezes, justifica o ataque a outros peixes. A dieta dos juvenis é composta principalmente de pequenos crustáceos, como camarão e corrupto. Já a dos adultos, principalmente por pequenos peixes, como lambari, manjuba e parati, além de camarão e siri.

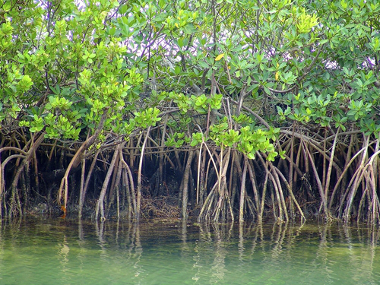
Manguezal

## Aquicultura
Esta espécie é capturada e vendida como um peixe alimentar. Devido ao seu valor de mercado, é estudado pelo seu potencial como peixe de criação na indústria da aquicultura. É fácil de criar em cativeiro, pode ser criado em alimentos de peixe ao invés de presas vivas, e tem um bom índice de conversão alimentar, transformando eficientemente fonte de alimentação.
A criação em cativeiro foi iniciada há poucas décadas, mas pesquisas e criadouros têm apresentado resultados bastante satisfatórios. Com o desenvolvimento de técnicas de produção em cativeiro, observou-se que o peixe tem potencial para a aquicultura, pois permite maiores taxas de estocagem se comparadas às de outras espécies do mesmo gênero, implicando a necessidade de menos espaços na criação. No entanto, pesquisas a respeito da densidade ideal que deve ser utilizada em tanques ainda estão sendo realizadas,  pois a densidade pode variar dependendo das condições oceanográficas, tamanho dos peixes e dos tanques.
Até agora, os pesquisadores conseguiram "produção maciça de juvenis" em laboratório, e métodos viáveis para produção comercial estão sendo estudados.
Em um ensaio bem sucedido, os robalos foram cultivados a partir de ovos colocados em um substrato de algas Nannochloropsis, e as larvas que eclodiram foram criados em uma dieta de rotíferos e larvas de camarão salmoura. Eles foram então "desmamados" para uma alta proteína de dieta seca. As fêmeas crescem melhor do que os machos, produzindo mais. Os pesquisadores têm experimentado tanques com dosagem de peixes com o hormônio sexual feminino estradiol para produzir ações femininas, com resultados promissores.